# Trigonomima nigra
Trigonomima nigra là một loài ruồi trong họ Asilidae. Trigonomima nigra được Shi miêu tả năm 1992. Loài này phân bố ở miền Ấn Độ - Mã Lai.